# 山田淳 (外交官)

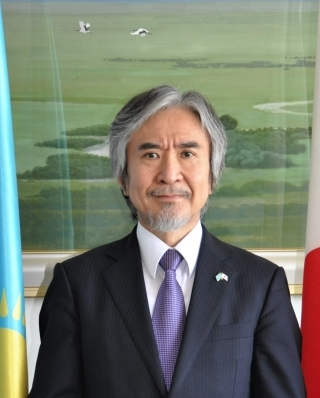
在カザフスタン日本国大使館ウェブページより（令和3年4月）

山田 淳（やまだ じゅん）は、日本の外交官。駐アルメニア特命全権大使を経て、駐カザフスタン特命全権大使。

## 人物
岩手県出身。1982年東京大学法学部卒業、外務省入省。ウラジオストク総領事や、内閣府日本学術会議事務局次長を経て、2015年からサンフランシスコ総領事を務め、サンフランシスコでの慰安婦像除幕式に際しては、「新たな困難を加えることになる」との声明を出して対応するなどした。2018年から第2代駐アルメニア特命全権大使を務めた。2021年駐カザフスタン特命全権大使。

## 学歴
- 1982年 3 月 東京大学法学部（法学士）
- 1985年 9 月 ロンドン大学 University College (LLM)[4]。

## 経歴
- 1982年 4 月 外務省入省
- 1983年 6 月 在連合王国大使館 外交官補
- 1985年 8 月 在ソヴィエト連邦大使館 二等書記官[4]。
- 1995年 6 月 在ロシア連邦大使館 一等書記官
- 1998年 7 月 中央省庁等改革推進本部事務局 企画官
- 2000年 8 月 経済局国際経済第二課長
- 2002年 8 月 在アメリカ合衆国大使館 参事官[4]。
- 2005年 3 月 在タイ王国大使館 公使
- 2009年 2 月 在ウラジオストク総領事
- 2011年 4 月 欧州連合日本政府代表部 次席大使
- 2012年 9 月 欧州局審議官，経済局審議官
- 2013年 7 月 財務省 副財務官
- 2014年 7 月 日本学術会議事務局次長
- 2015年 4 月 在サンフランシスコ総領事
- 2018年 4 月 在アルメニア特命全権大使[4]
- 2021年 3 月 在カザフスタン特命全権大使

## 同期
- 秋葉剛男（21年国家安全保障局長・18年外務事務次官）
- 伊藤伸彰（16年ウズベキスタン大使）
- 岡浩（21年エジプト大使・19年マレーシア大使・16-17年トルコ大使）
- 斎木尚子（17年外務省研修所長・15年国際法局長）
- 嶋崎郁（20年ヨルダン大使・17年チェコ大使）
- 能化正樹（21年駐スウェーデン大使・18年駐エジプト大使）
- 髙岡望（21年カメルーン大使）
- 髙瀨寧（21年ラトビア大使・17年メキシコ大使・14年中南米局長）
- 林肇（20年英国大使・19年内閣官房副長官補・17年ベルギー大使）
- 引原毅（19年ウィーン代表部大使・15年ラオス大使）
- 藤村和広（22年フィンランド大使・18年キューバ大使）
- 星山隆（22年ボツワナ大使）
- 柳秀直（20年ドイツ大使・17年ヨルダン大使）
- 新井辰夫（18年セネガル大使・15年ジブチ大使）
- 岩藤俊幸（17年ジンバブエ大使）
- 倉光秀彰（21年モロッコ大使・18年コートジボワール大使）
- 中山泰則（20年ギリシャ大使）
- 平木塲弘人（18年外務省研修所副所長）
- 山本条太（21年オマーン大使・19年関西担当大使・16年フィンランド大使）
- 松田邦紀（2021年ウクライナ大使・2018年パキスタン大使）